# Aéroport régional de Maringá
L'aéroport régional de Maringá, aussi appelé aéroport régional Sílvio Nom Júnior (code IATA : MGF • code OACI : SBMG), est l'aéroport desservant la ville de Maringá au Brésil. Il est nommé d'après Sílvio Nom Júnior (1967-2000), un homme d'affaires et politicien, qui est mort dans un crash aérien.
Il est exploité par Terminais Aéreos de Maringá – SBMG, entité indirectement liée à la municipalité de Maringá, et sous la supervision de des Aeroportos do Paraná (SEIL).

## Historique

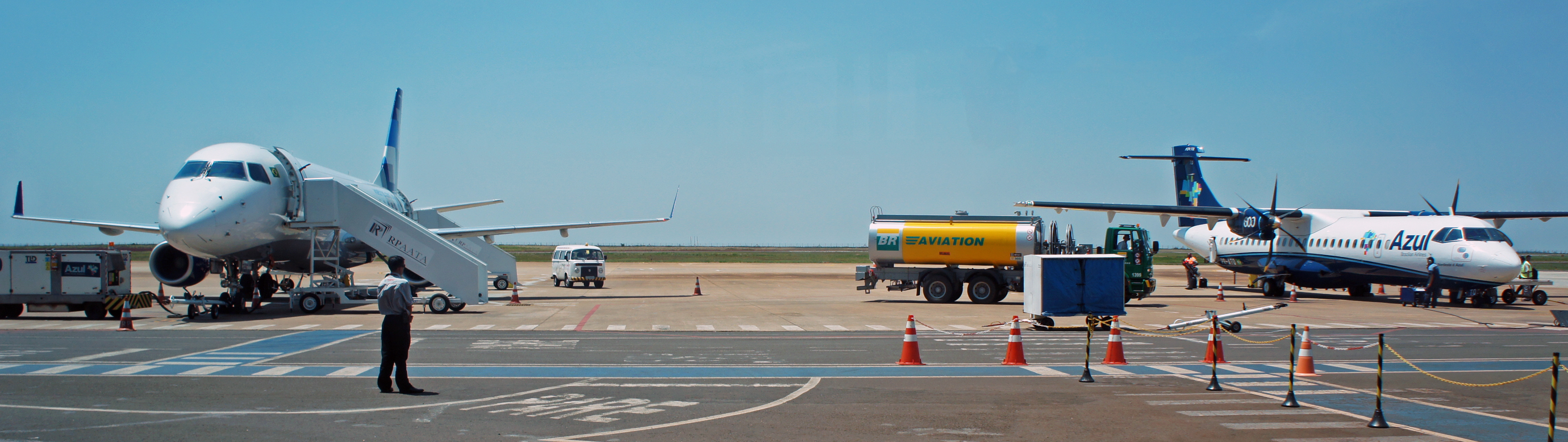
Un Embraer 175 de Trip Linhas Aéreas et un ATR 72-600 d'Azul Brazilian Airlines à l'aéroport régional de Maringá.

L'aéroport dessert une zone composée de la ville de Maringá et des communes voisines, pour un nombre total de 2 millions d'habitants. Le nouveau terminal a été construit entre octobre 1994 et septembre 2000. Il a commencé ses activités le 25 avril 2001.
Son terminal est conçu pour gérer plus de 430 000 passagers par an. L'aéroport dispose de plus de 120 places de parking.

## Accès
L'aéroport est situé à 12 km du centre-ville de Maringá.

## Compagnies aériennes et destinations
| Compagnies              | Destinations                                                                             |
| ----------------------- | ---------------------------------------------------------------------------------------- |
| Azul Brazilian Airlines | São Paulo/Campinas, Curitiba En saison: Belo Horizonte, Florianópolis, Porto Seguro (en) |
| Gol Transportes Aéreos  | São Paulo/Congonhas, São Paulo/Guarulhos                                                 |
| LATAM Brasil            | São Paulo/Guarulhos                                                                      |

Actualisé le 29/12/2023